# Marwé
Marwé är en mytologisk gestalt hos Chagafolket i Kenya i Afrika i skepnad av en flicka som efter ett besök i underjorden återvänder med stora rikedomar.